# 石川雅一
石川雅一，日本男性動畫師、人物設計師。diomedéa執行董事。出身於千葉縣。

## 人物簡介
高中畢業之後，經由動畫相關專門學校進入動畫業界。於專門從事作畫的公司OH！Production正式成為職業動畫師。
之後從OH！Production離職，有一時期間待過Office蒼，直到2005年才以自由身的身分持續提攜動畫作品的作畫作業。
現在是diomedéa所屬與diomedéa的現任執行董事，但還是以動畫師和人物設計師的身分參加動畫製作。

## 主要參加作品
※（）內的西元年表示參加年度和首播年（製作）年度。
- 灌籃高手（1993年，動畫）
- 開花天使（1998年，原畫）
- 亞克傳承（1999年，原畫）
- MARCO 尋母三千里（1999年，動畫）
- 兵蜂PARADISE（1999年，原畫）
- 棒球英豪 CROSS ROAD ～風之速～（2001年，原畫）
- 學園戰記無量（日语：学園戦記ムリョウ）（2001年，原畫）
- NOIR（2001年，原畫）
- Chobits（2002年，原畫）
- 帝皇戰紀（2002年，原畫）
- The Big O Second Season（2003年，原畫）
- 學園愛麗絲（2004年，作畫監督）
- 蜜桃女孩（2005年，作畫監督）
- 飛輪少年（2006年，作畫監督）
- 我的裘可妹妹（2006年，作畫監督）
- 大魔法峠（2006年，原畫）
- 萌少女的戀愛時光（2007年，人物設定、總作畫監督、作畫監督）
- 乃木坂春香的秘密（2008年，總作畫監督、道具設定、作畫監督）
- 乃木坂春香的秘密 Purezza♪（2009年，總作畫監督）
- 嬌蠻貓娘大橫行（2010年，作畫監督）
- 侵略！花枝娘（2010年，人物設定、總作畫監督、作畫監督）
- 蘿黛的後宮玩具（2011年，總作畫監督）
- 侵略!?花枝娘（2011年，人物設定、總作畫監督、作畫監督）
- Campione 弒神者！～不順從之神與弒神的魔王～（2012年，人物設定、總作畫監督）
- 問題兒童都來自異世界？（2013年，補間動畫、作畫監督）
- 銀狐（2013年，總作畫監督補佐、作畫監督、作畫監督補佐）
- 聖劍使的禁咒詠唱（2015年，人物設定）
- 美男高校地球防衛部LOVE！（2015年，人物設定、總作畫監督）
- 空戰魔導士培訓生的教官（2015年，總作畫監督、作畫監督）
- 迷家（2016年，總作畫監督）
- 少女編號（2016年，設計工作）
- 風夏（2017年，總作畫監督）
- 單蠢女孩（2017年，人物設定）
- 沒有心跳的少女 BEATLESS（2018年，作畫監督）
- 家有女友（2019年，作畫監督）
- 籃球少年王（2019年，關鍵原畫師、作畫監督）

## 相關項目
- diomedéa
- 日本動畫師列表